# Psychiatrische Afdeling Algemeen Ziekenhuis
Een Psychiatrische Afdeling Algemeen Ziekenhuis (PAAZ) is een afdeling van een algemeen ziekenhuis waar zorg wordt geboden aan psychiatrische patiënten. Daarin onderscheiden deze afdelingen zich van gespecialiseerde psychiatrische ziekenhuizen of andere behandelinstellingen. Het eerste PAAZ werd door Jef Valkeniers opgericht en erkend in 1982 aan het Sint Maria Ziekenhuis van Halle. 
Veel algemene ziekenhuizen beschikken over een dergelijke psychiatrische afdeling. Deze afdeling neemt mensen met psychiatrische problematiek op, voor een tijdsduur van (in principe) maximaal drie maanden. Vrijwel alle psychiatrische afdelingen van algemene ziekenhuizen bieden behalve klinische behandeling ook poliklinische behandeling. Veel psychiatrische afdelingen van algemene ziekenhuizen bieden bovendien deeltijdbehandeling.
De PAAZ'en kennen een grote diversiteit: er zijn open en gesloten PAAZ'en. De behandelingsduur is afhankelijk van de aard van de patiënt en de klachten. Soms is een korte verblijfsduur voldoende, echter zijn er ook patiënten die langer moeten blijven. Ook verschillen PAAZ'en in de mate waarin naast complexe psychiatrische zorg ook complexe somatische zorg geboden kan worden, vaak op een Medisch Psychiatrische Unit (MPU).
Er kan onderscheid gemaakt worden tussen twee vormen van opname:
- Vrijwillige opname: men is vrijwillig opgenomen op verzoek van de patiënt zelf of iemand die over de patiënt de beschikkingsbevoegdheid heeft, zoals de ouder van een minderjarig kind;
- Gedwongen opname: voor mensen met ernstige psychische klachten die een gevaar voor zichzelf en/of anderen zijn.